# Agax Obo
Agax Obo (kinesiska: 阿尕什敖包, 阿尕什敖包乡) är en socken i Kina. Den ligger i den autonoma regionen Xinjiang, i den nordvästra delen av landet, omkring 350 kilometer nordost om regionhuvudstaden Ürümqi. Antalet invånare är 4 735. Befolkningen består av 2 196 kvinnor och 2 539 män. Barn under 15 år utgör 25,0 %, vuxna 15-64 år 70 %, och äldre över 65 år 4,0 %.
Runt Agax Obo är det mycket glesbefolkat, med 3 invånare per kvadratkilometer. Trakten runt Agax Obo består i huvudsak av gräsmarker.
Genomsnittlig årsnederbörd är 180 millimeter. Den regnigaste månaden är juli, med i genomsnitt 26 mm nederbörd, och den torraste är mars, med 7 mm nederbörd.